# Миљевићи (Пријепоље)
Миљевићи су насеље у општини Пријепоље, у Златиборском округу, у Србији. Према попису из 2022. било је 518 становника.

## Демографија
У насељу Миљевићи живи 332 пунолетна становника, а просечна старост становништва износи 37,4 година (35,7 код мушкараца и 39,0 код жена). У насељу има 129 домаћинстава, а просечан број чланова по домаћинству је 3,53.
Становништво у овом насељу веома је нехомогено, а у последња три пописа, примећен је пад у броју становника.
|  |

| Демографија | Демографија | Демографија |
| Година      | Становника  | Становника  |
| ----------- | ----------- | ----------- |
| 1948.       | 503         |             |
| 1953.       | 558         |             |
| 1961.       | 617         |             |
| 1971.       | 629         |             |
| 1981.       | 649         |             |
| 1991.       | 625         | 617         |
| 2002.       | 455         | 527         |

| Етнички састав према попису из 2002.‍ | Етнички састав према попису из 2002.‍ | Етнички састав према попису из 2002.‍ | Етнички састав према попису из 2002.‍ | Етнички састав према попису из 2002.‍ |
| ------------------------------------ | ------------------------------------ | ------------------------------------ | ------------------------------------ | ------------------------------------ |
|                                      |                                      |                                      |                                      |                                      |
| Бошњаци                              | Бошњаци                              |                                      | 254                                  | 55,82%                               |
| Срби                                 | Срби                                 |                                      | 125                                  | 27,47%                               |
| Муслимани                            | Муслимани                            |                                      | 66                                   | 14,50%                               |
| непознато                            | непознато                            |                                      | 4                                    | 0,87%                                |

| Година пописа     | 1948. | 1953. | 1961. | 1971. | 1981. | 1991. | 2002. |
| ----------------- | ----- | ----- | ----- | ----- | ----- | ----- | ----- |
| Број домаћинстава | 81    | 89    | 105   | 129   | 147   | 156   | 129   |

| Број чланова      | 1  | 2  | 3  | 4  | 5  | 6  | 7 | 8 | 9 | 10 и више | Просек |
| ----------------- | -- | -- | -- | -- | -- | -- | - | - | - | --------- | ------ |
| Број домаћинстава | 18 | 28 | 16 | 25 | 26 | 10 | 5 | 1 | 0 | 0         | 3,53   |

| Пол    | Укупно | Неожењен/Неудата | Ожењен/Удата | Удовац/Удовица | Разведен/Разведена | Непознато |
| ------ | ------ | ---------------- | ------------ | -------------- | ------------------ | --------- |
| Мушки  | 173    | 54               | 109          | 8              | 0                  | 2         |
| Женски | 181    | 40               | 112          | 29             | 0                  | 0         |
| УКУПНО | 354    | 94               | 221          | 37             | 0                  | 2         |

| Пол    | Укупно                    | Пољопривреда, лов и шумарство | Рибарство                            | Вађење руде и камена | Прерађивачка индустрија       |
| ------ | ------------------------- | ----------------------------- | ------------------------------------ | -------------------- | ----------------------------- |
| Мушки  | 57                        | 6                             | 0                                    | 0                    | 12                            |
| Женски | 53                        | 13                            | 0                                    | 0                    | 23                            |
| УКУПНО | 110                       | 19                            | 0                                    | 0                    | 35                            |
| Пол    | Производња и снабдевање   | Грађевинарство                | Трговина                             | Хотели и ресторани   | Саобраћај, складиштење и везе |
| Мушки  | 1                         | 14                            | 9                                    | 0                    | 5                             |
| Женски | 0                         | 1                             | 5                                    | 1                    | 2                             |
| УКУПНО | 1                         | 15                            | 14                                   | 1                    | 7                             |
| Пол    | Финансијско посредовање   | Некретнине                    | Државна управа и одбрана             | Образовање           | Здравствени и социјални рад   |
| Мушки  | 0                         | 2                             | 1                                    | 5                    | 1                             |
| Женски | 0                         | 1                             | 0                                    | 3                    | 2                             |
| УКУПНО | 0                         | 3                             | 1                                    | 8                    | 3                             |
| Пол    | Остале услужне активности | Приватна домаћинства          | Екстериторијалне организације и тела | Непознато            | Непознато                     |
| Мушки  | 0                         | 0                             | 0                                    | 1                    | 1                             |
| Женски | 1                         | 0                             | 0                                    | 1                    | 1                             |
| УКУПНО | 1                         | 0                             | 0                                    | 2                    | 2                             |